# フットボールリーグ1888-1889
フットボールリーグ1888-1889は、世界で最初に行われた本格的なサッカーのリーグ戦である。1888年秋から1889年春まで行われた。

## 概要
12のオリジナルメンバー（アクリントン、アストン・ヴィラ、ブラックバーン、ボルトン・ワンダラーズ、バーンリー、ダービー・カウンティ、エヴァートン、ノッツ・カウンティ、プレストン・ノースエンド、ストーク、ウェスト・ブロムウィッチ・アルビオン、ウォルバーハンプトン・ワンダラーズ）が22試合でリーグ戦で行うこと、また勝利で勝ち点を2、引き分けで勝ち点を1与えることで合意した。
このシーズンではプレストン・ノースエンドが22試合を無敗で優勝した。
またプレストン・ノースエンドはFAカップ1888-89を優勝したため2冠を達成した初めてのチームとなる。

### 結果
シーズンは9月8日に始まった。各クラブはホームとアウェイで戦い、勝ち点2が勝利で、勝ち点1が引き分けで獲得できた。この制度はシーズンが始まる前まで決定されていなかった。代わりの提案として勝利数の数で争うというものだった。
| 順 位 | クラブ名                             | 勝点 | 勝 | 分 | 負 | 得 | 失 | 差  |
| ----- | ------------------------------------ | ---- | -- | -- | -- | -- | -- | --- |
| 1     | プレストン・ノースエンド             | 40   | 18 | 4  | 0  | 74 | 15 | +59 |
| 2     | アストン・ヴィラ                     | 29   | 12 | 5  | 5  | 61 | 43 | +18 |
| 3     | ウォルバーハンプトン・ワンダラーズ   | 28   | 12 | 4  | 6  | 50 | 37 | +13 |
| 4     | ブラックバーン                       | 26   | 10 | 6  | 6  | 66 | 45 | +21 |
| 5     | ボルトン・ワンダラーズ               | 22   | 10 | 2  | 10 | 63 | 59 | +4  |
| 6     | ウェスト・ブロムウィッチ・アルビオン | 22   | 10 | 2  | 10 | 40 | 46 | -6  |
| 7     | アクリントン                         | 20   | 6  | 8  | 8  | 48 | 48 | 0   |
| 8     | エヴァートン                         | 20   | 9  | 2  | 11 | 35 | 46 | -11 |
| 9     | バーンリー                           | 17   | 7  | 3  | 12 | 42 | 62 | -20 |
| 10    | ダービー・カウンティ                 | 16   | 7  | 2  | 13 | 41 | 61 | -20 |
| 11    | ノッツ・カウンティ                   | 12   | 5  | 2  | 15 | 40 | 73 | -33 |
| 12    | ストーク                             | 12   | 4  | 4  | 14 | 26 | 51 | -25 |

## 戦績表
| ホーム ＼ アウェー1                | PNE | WOL | AST | BLB | BOL | WBA | ACC | EVE | BUR | DER | NTC | STK |
| プレストン・ノースエンド           |     | 5-2 | 1-1 | 1-0 | 3-1 | 3-0 | 2-0 | 3-0 | 5-2 | 5-0 | 4-1 | 7-0 |
| ウォルバーハンプトン・ワンダラーズ | 0-4 |     | 1-1 | 2-2 | 3-2 | 2-1 | 4-0 | 4-0 | 4-1 | 4-1 | 2-1 | 4-1 |
| アストン・ヴィラ                   | 0-2 | 2-1 |     | 6-1 | 6-2 | 2-0 | 4-3 | 2-1 | 4-2 | 4-2 | 9-1 | 5-1 |
| ブラックバーン・ローヴァーズ       | 2-2 | 2-2 | 5-1 |     | 4-4 | 6-2 | 5-5 | 3-0 | 4-2 | 3-0 | 5-2 | 5-2 |
| ボルトン                           | 2-5 | 2-1 | 2-3 | 3-2 |     | 1-2 | 4-1 | 6-2 | 3-4 | 3-6 | 7-3 | 2-1 |
| WBA                                | 0-5 | 1-3 | 3-3 | 2-1 | 1-5 |     | 2-2 | 1-0 | 4-3 | 5-0 | 4-2 | 2-0 |
| アクリントン                       | 0-0 | 4-4 | 1-1 | 0-2 | 2-3 | 2-1 |     | 3-1 | 5-1 | 6-2 | 1-2 | 2-0 |
| エヴァートン                       | 1-2 | 1-2 | 2-0 | 3-1 | 2-1 | 1-4 | 2-1 |     | 3-2 | 6-2 | 2-1 | 2-1 |
| バーンリー                         | 2-2 | 0-4 | 4-0 | 1-7 | 4-1 | 2-0 | 2-2 | 2-2 |     | 1-0 | 1-0 | 2-1 |
| ダービー・カウンティ               | 2-3 | 3-0 | 5-2 | 0-2 | 2-3 | 1-2 | 1-1 | 2-4 | 1-0 |     | 3-2 | 2-1 |
| ノッツ・カウンティ                 | 0-7 | 3-0 | 2-4 | 3-3 | 0-4 | 2-1 | 3-3 | 3-1 | 6-1 | 3-5 |     | 0-3 |
| ストーク                           | 0-3 | 0-1 | 1-1 | 2-1 | 2-2 | 0-2 | 2-4 | 0-0 | 4-3 | 1-1 | 3-0 |     |

出典: The Rec.Sport.Soccer Statistics Foundation - RSSSF（英語）
順位の決定基準: 1. 勝点; 2. 得失点差; 3. 得点数.

## シーズン

### 1888年9月8日(土)：開幕
1888年9月8日(土)、リーグに参加した12チームのうち10チームがチャンピオンシップの初戦に臨んだ。当時の新聞にはリーグ順位表は掲載されていなかったが、ウェスト・ブロムウィッチ・アルビオンが史上初の首位チームとなった。しかし、現代の計算では、より優れた得失点差で初戦を終えたダービー・カウンティが史上初の首位となる。ウェスト・ブロムウィッチ・アルビオンは4,500人の観衆の前でストークにクリーンシートで勝利を収めたため、平均得点数が無限大となり、プレストン・ノース・エンド、ダービー・カウンティ、エヴァートンを抑えて首位に立つことになった。平均得点数は、得点数を失点数で割ったもの。この指標は当時勝ち点で並んでいたチームを分けるために使用された。プレストンはバーンリーを5-2で、ダービーはボルトンに6-3で、エヴァートンはアクリントンに2-1でそれぞれ勝利を挙げた。アストン・ビラのディフェンダー、ゲルショム・コックスはウォルバーハンプトン・ワンダラーズ戦で不運なオウンゴールでリーグ史上最初のゴールを記録し、フレッド・デューハーストはプレストン戦で初の意図的なゴールを挙げた。しかし、試合後の報告によると、ほとんどの試合は観客が集まるまで待機するためにキックオフ時間が遅れていた。そのため、イングランド代表でボルトンのウィンガーであるケニー・ダヴェンポートによるダービー・カウンティー戦の開始2分でのゴールはほかのどの試合よりも早く決められ、現在におけるフットボールリーグ史上初のゴールとみなされている。

### 9月15日(土)：プレストン、首位に
1888年9月15日(土)、プレストン・ノース・エンドはデビュー戦のアーチー・ゴダールの得点も含めてウォルバーハンプトン・ワンダラーズに4-0で勝利し、ウェスト・ブロムウィッチ・アルビオンから首位の座を奪った。ウェスト・ブロムウィッチ・アルビオンもダービー・カウンティに2-1で勝利したものの、平均得失点で劣った。上記2チームに加えてエヴァートンが開幕2試合で最大の勝ち点を得た唯一のクラブとなった。ブラックバーン・ローヴァーズとノッツ・カウンティは、それぞれフットボールリーグデビューを果たした。ローバーズはアクリントンに5-5で敗れ、ノッツ・カウンティはエバートンに1-2で敗れた。

### 9月22日(土)：プレストンだけが勝率100%に
ウェスト・ブロムウィッチ・アルビオンがブラックバーン・ローヴァーズに2-6で敗れ、エヴァートンがアストン・ヴィラに1-2で敗れたことにより、ディープデールでウォルバー・ハンプトン・ワンダラーズを3-1で破ったプレストンは3試合を終えて唯一勝率100%を維持するクラブとなった。ストークは、ノッツ・カウンティを3-0で破り、リーグ戦初勝利を挙げた。カウンティはこの敗北でリーグ最下位となり、開幕2連敗。ボルトンは3試合で勝ち点1すらあげることができなかった。

### 9月29日(土)：プレストンは勝率100%を維持
プレストンの100%記録はダービー・カウンティと3-2での勝利で維持されたままである。一方、2位のアストン・ヴィラは最下位のノッツ・カウンティを9-1で破り、それまでの勝利記録を塗り替えた。ボルトンはエバートンを6-2で下し、4試合目で初のリーグ戦勝利をあげた。

### 10月6日(土)：アストン・ビラがシーズン初黒星を喫する
プレストンはストークに7-0で勝利。この試合がデビュー戦となったリチャード・ウィットルが得点を挙げるなどでプレストンの開幕5戦は文字通り完璧なものとなった。アストン・ヴィラはエヴァートンに2-0で敗北し、シーズン初黒星を喫した。ウェスト・ブロムウィッチ・アルビオンがダービー・カウンティを5-0で下して2位に浮上した一方、ノッツ・カウンティはブラックバーン・ローヴァーズと3-3のドローに終わり、4試合目で初の勝ち点を獲得したものの、依然最下位のままであった。

### 10月13日(土)：プレストン・ノース・エンドvsウェスト・ブロムウィッチ・アルビオン
ウェスト・ブロムウィッチ・アルビオンはリーグ史上初の天王山に臨むためにディープデールへと赴いた。アルビオンはプレストンを勝ち点2差で追っており、平均得失点で首位を追い越すには6得点の勝利が必要だった。しかし、プレストンは3-0の勝利で完璧なスタートを6試合に伸ばした。アストン・ヴィラは同日、ブラックバーン・ローヴァーズを6-1で破り、プレストンと勝ち点3差の2位に返り咲いた。ノッツ・カウンティは5試合目でエヴァートンを3-1で破り、勝利を手にした最後のチームとなった。

### 10月20日(土)：アクリントンがプレストンから勝ち点を奪った最初のチームに
アクリントンは0-0での引き分けで、開幕から7試合目にしてプレストンを相手に勝ち点を得た最初のチームとなった。アストン・ヴィラはボルトンを3-2で下し、プレストンとの勝ち点差を2に減らした。

### 10月27日(土)：ウルブスがディープデールで沈む
プレストン・ノース・エンドはジョン・ゴダールのハットトリックを含め、5-2でウォルバー・ハンプトン・ワンダラーズをディープデールで破った。エヴァートンのアレックス・マキノンはダービー・カウンティに6-2で勝利した試合でハットトリックを挙げ、同クラブのリーグ戦で初の1試合3得点を達成した選手という栄誉を得た。また、この敗北とノッツ・カウンティのバーンリーを相手取った6-1での大勝により、ダービーは最下位に転落した。ブラックバーン・ローヴァーズはストークに5-2で完勝し、6位に浮上した。